# 富山県庁舎
富山県庁舎（とやまけんちょうしゃ）は、富山県富山市新総曲輪およびその周辺にある富山県庁（役所）の建物群の総称である。本館、南別館、東別館、県議会議事堂、警察本部庁舎、富山県防災危機管理センターからなる。
また、一部の部局は富山興銀ビルなどの民間ビルに入居している。

## 概要
1935年（昭和10年）に現県庁舎本館が建設されて以来、富山県行政の中心となっている。周辺には県庁舎群以外にも富山県民会館・富山市役所・富山県総合福祉会館（サンシップとやま）など、多くの公共施設が集まっている。また、北側正面には県庁前公園、南側には松川公園、富山城址公園があり、市民の憩いの場となっている。

## 庁舎

### 本館
現在の県庁舎本館は3代目で、神通川改修によって出来た廃川地に、建設前に都道府県主導の事業としては初めて土地区画整理事業を行ない、国会議事堂の設計を担当した大蔵省営繕管財局工務部長の大熊喜邦が監修し、1935年（昭和10年）8月17日に完成したもので、第2次世界大戦による1945年（昭和20年）8月1日に富山市一円を焼き尽くした富山大空襲では、焼夷弾の直撃を受けたとされるが焼け残り、富山電気ビルデイング、旧NHK富山放送局、旧富山大和などと共に焼け残った数少ない建造物である。なお焼夷弾を受け、その後修理されたとみられる痕跡が庁舎大ホールの屋根裏に残っている。
建物は延べ13,490平方m、鉄筋コンクリート4階建てで、正面中央には屋根付きの車寄せがあり、左右対称のデザインの外観は1階が花崗岩、2階以上がクリーム色のタイルを使用し、上空から見ると漢字の「日」に見え中庭がある。庁舎内には、建設当時に彫られた鳳凰の彫刻が4階大会議室に残り、3階の知事室やかつて貴賓室だった特別室にも当時の内装が残っているほか、階段の手すりに使用された大理石には、アンモナイトなどの化石が見られる富山県の昭和初期を代表する、豪壮で風格のある近代建築で、2020年（令和2年）現在、全国の庁舎の中では5番目に古い。竣工から80周年を迎えた2015年（平成27年）、国の登録有形文化財に登録された（同年8月4日付登録）。
また庁舎本館屋上の一部、東南側の約200平方mを緑化し、県民に毎年期間限定で一般開放している。ここには1958年（昭和33年）に富山国体が行われた際、昭和天皇が県庁屋上で詠まれた歌の歌碑を制作し設置されているほか、ベンチも設置して県民の憩いの場所として提供している。また庁舎内の一部約100平方mを、庁舎の歴史や概要を紹介する資料展示室として開放されている。
老朽化が進んでいることなどから、富山県議会自民2会派（自民党議員会と自民党新令和会）は、県庁の新しい本館の建設や現本館の別目的（迎賓館）での活用を求めている。なお、富山経済同友会の『県庁周辺エリアマネジメント懇談会』では、2023年（令和5年）10月に、本館をホテルとして活用する案も出ていた。

### 南別館
南別館は1961年（昭和36年）10月30日に竣工した。地上4階の鉄筋コンクリート造である。建築面積2,234.85平方メートル、延床面積は10,005.34平方メートル。本館の南側に位置する。後に富山県防災危機管理センター建築のため、減築されている。

### 東別館
東別館は1986年（昭和61年）7月30日に竣工した。地上4階、地下1階の鉄筋コンクリート造である。建築面積682.50平方メートル、延床面積は約2,370.06平方メートル。本館の東側に位置する。

### 県議会議事堂
初代県会議事堂は、皇太子嘉仁（よしひと）親王（後の大正天皇）行啓記念事業として、富山城址（旧西ノ丸）に1909年（明治42年）に竣工した。現在の庁舎建設時には県会議事堂も庁舎内に併設され、富山大空襲後は当時の富山県知事高辻武邦の英断により、県庁内にあった県会議事堂を文化ホールとして使用していた。
現県議会議事堂は1971年（昭和46年）2月16日に竣工した（2月10日に竣工式）。地上4階、地下1階の鉄筋コンクリート造で、チョコレート色の外装で、議場は3 - 4階に吹抜けで階段状に設けられている。建築面積848.21平方メートル、延床面積は約6,010.21平方メートル。本館の北西側に位置する。
2017年（平成29年）8月11日に耐震補強などを含めたリニューアル工事が完了し、木製ルーバーを用いた繊細で温かみのある外観デザインとなった。

### 警察本部庁舎
警察本部庁舎は1994年（平成6年）5月20日に竣工した。地上11階、地下2階の鉄筋コンクリート造、インテリジェントビルである。本館の南西側に位置する。
- 設計: (株) 岡田新一設計事務所[19]
- 施工:佐藤工業(株)北陸支店 戸田建設(株)北陸支店　林建設工業(株)　前田建設(株) JV[19]
- 平成6年度第25回富山県建築賞一般の部入賞[19]

### 富山県防災危機管理センター
大規模災害発生時の拠点として、南別館の一部を建て替え、2022年（令和4年）10月7日竣工、同年10月11日に運用開始。地上10階建てで、富山県が災害対策本部を置く90人収容の会議室や、自衛隊などの拠点となる部屋、ヘリポート、72時間連続運転が可能な非常用電源なども整備されている。この他、保育所が設けられている他、災害が起きていない平時には、一般の人が研修室などを利用することも可能である。

### ギャラリー

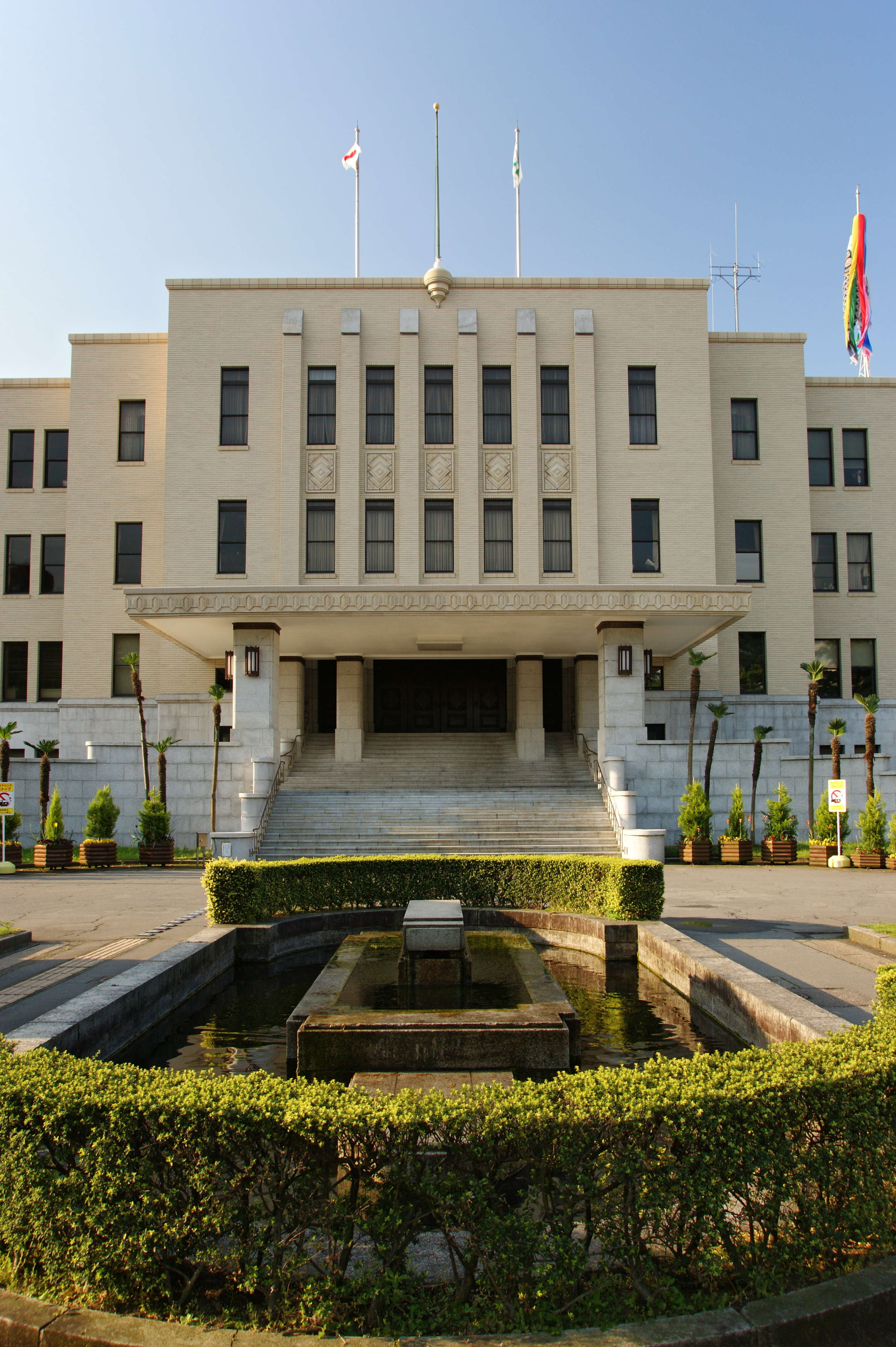
本館正面
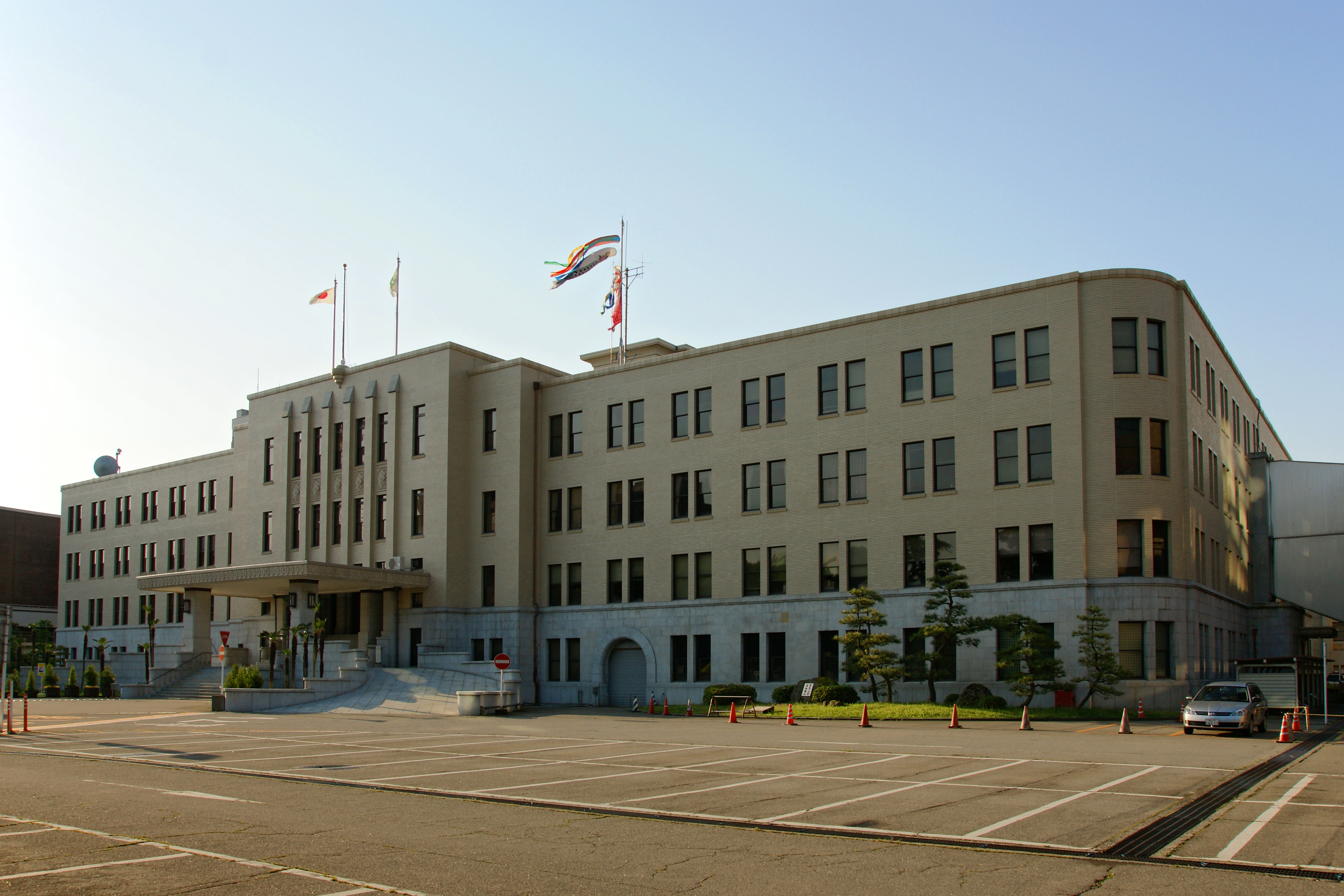
本館全景
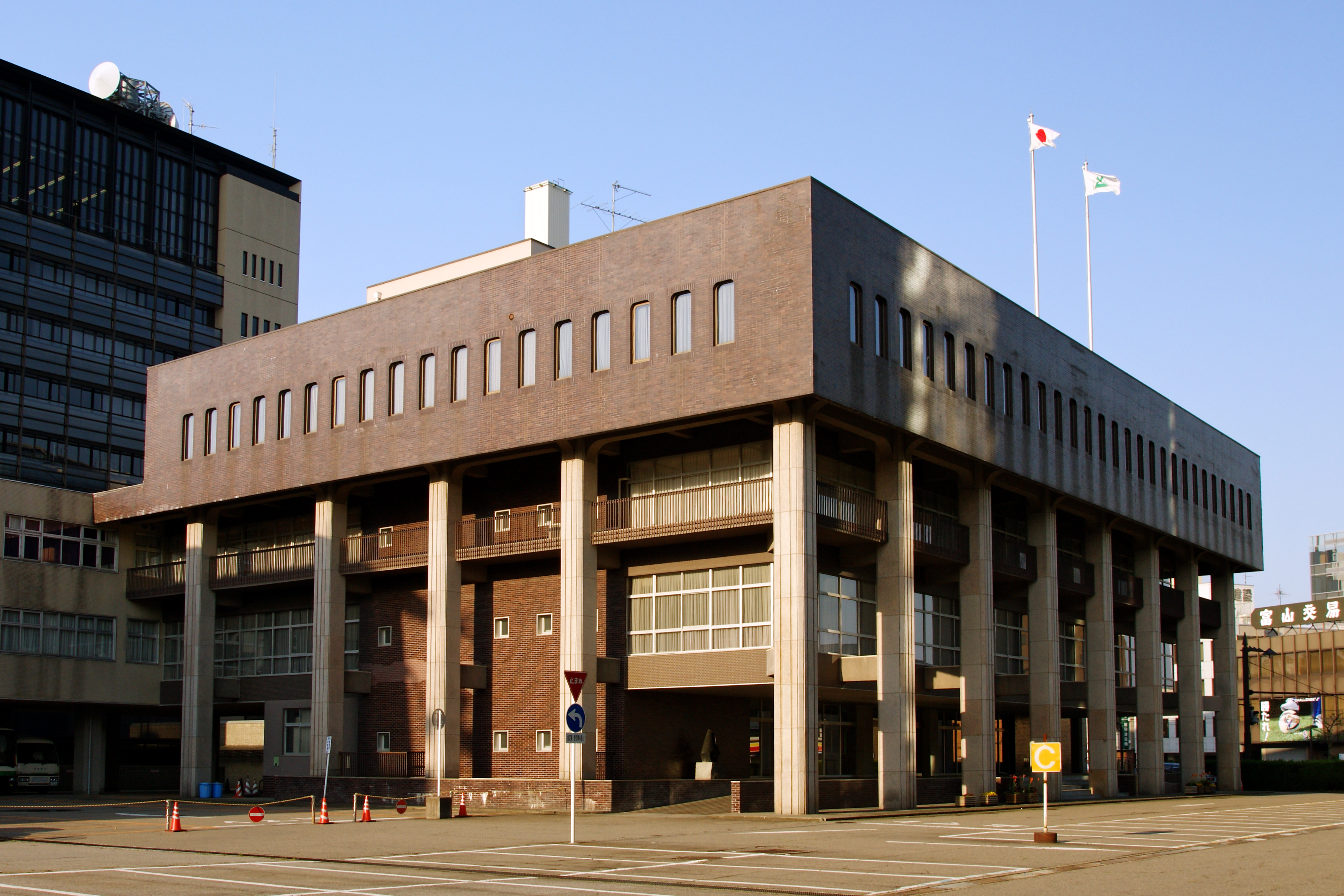
県議会議事堂
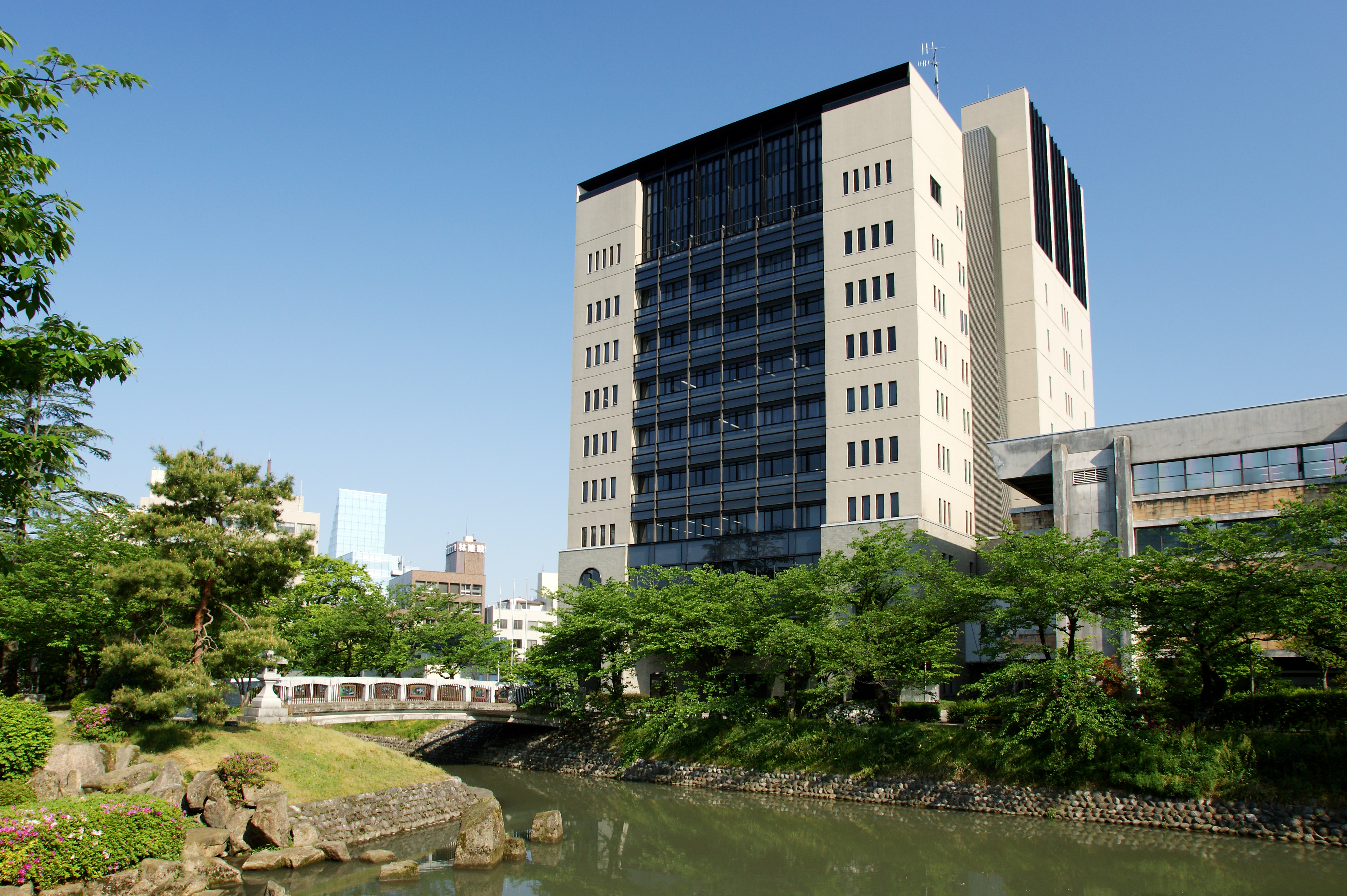
警察本部庁舎

## 沿革

### 現庁舎竣工前
- 1871年（明治4年）
  - 7月14日 - 廃藩置県により富山県が設置せられ、富山藩の藩庁であった富山城の旧本丸御殿を初代県庁舎とする[20][21][22]。
  - 11月20日 - 富山県が廃止され新川県となる[23]。
  - 12月27日 - 新川県仮県庁を魚津に設置する件を大蔵省へ届け出る[24]。
- 1872年（明治5年）3月15日 - 新川県庁を魚津に設置する[25]。
- 1873年（明治6年）9月6日 - 県庁舎を富山城址（旧本丸御殿）へ戻す[25]。
- 1876年（明治9年）
  - 4月18日 - 新川県が廃止され、石川県に統合される[26]。県庁舎は石川県庁の支庁となる[27]。
  - 5月12日 - 旧新川県県庁舎に石川県が官員派出所を設置する[28]。
  - 9月21日 - 旧新川県県庁舎の官員派出所を富山支庁と改称する（管轄範囲は婦負、新川地域のみ）[28][29]。
- 1878年（明治11年）12月12日 - 富山支庁が廃止され、支庁跡に上新川郡役所が仮設される[30]。
- 1881年（明治14年）12月19日 - 石川県の石埼謙が寺島宗則元老院議長に「越中国分県の際の県庁は伏木港や砺波の沃野に近い高岡に置くのが最適」という旨の建議書を提出[31]。
- 1882年（明治15年）6月 - 富山城址が公園となる[32][33]。
- 1883年（明治16年）
  - 5月9日 - 石川県より富山県が独立する[34]。
  - 7月1日 - 県庁舎を再び富山公園地内（富山城址）に開設する[35][36]。
- 1885年（明治18年）1月14日 - 富山公園地を富山県庁地と改称する[37]。
- 1886年（明治19年）10月 - 富山県庁構内に巡査講習所を開設する[37]。
- 1887年（明治20年）11月22日 - 初代富山県会議事堂が総曲輪に竣工する[38][39]。
- 1899年（明治32年）
  - 4月2日 - 富山県庁を山王町5番地の庁舎に移転する[40][41]。
  - 8月12日 - 中野新町より出火あり、富山県庁及び県会議事堂もこれによって焼失する[42][43]。これにより一時的に富山県師範学校内に仮庁舎を置く[44]。
  - 8月25日 - 仮県庁を梅沢町の大法寺境内に移転する[44]。
- 1900年（明治33年）7月5日 - 再び富山城址内に県庁舎を建設し、同日より同所にて業務を開始する[45]。
- 1909年（明治42年）
  - 9月 - 2代目県会議事堂が富山城址（旧西ノ丸）に竣工する[46]。
  - 11月21日 - 県会議事堂の落成式を挙行する[47]。
  - 9月29日 - 同日より10月3日まで皇太子嘉仁親王が富山県を行啓し[47]、県会議事堂をその行在所とする[46]。
  - 9月30日 - 皇太子嘉仁親王が富山県庁に行啓する[48]。
- 1924年（大正13年）11月10日 - 皇太子裕仁親王が富山県庁を行啓する[49]。
- 1930年（昭和5年）
  - 3月6日 - 富山県庁舎から10時30分より出火、本館が焼失する[50][51]。この焼失により、県庁を高岡移転を訴える期成同盟会が組織される[52]。
  - 3月18日 - 富山県参事会が県庁を富山市内に建設する予算案を可決する[52]。
  - 9月15日 - 富山県立高等女学校敷地内に仮庁舎を建設し、これに移転する[50]。
- 1934年（昭和9年）
  - 3月15日 - 富山県庁舎新築工事の起工式を挙行する[53]。
  - 12月4日 - 上棟式を挙行する[54]。

### 現庁舎竣工後
- 1935年（昭和10年）
  - 8月17日 - 現在地に県庁舎（現本館）竣工[55]。
  - 8月23日 - 新庁舎への移転を完了する[56]。
  - 9月11日 - 新庁舎内に県会議事堂が設置されたので、従前の県会議事堂は大正会館として供用を開始する[56]。
- 1945年（昭和20年）8月2日 - 富山大空襲により被災し一部を焼失する[57]。臨時に富山市役所を県庁自動車車庫に設置する[58]。
- 1947年（昭和22年）
  - 10月30日 - 同日より11月2日まで昭和天皇が富山県を行幸し[59]、富山県庁をその行在所とする[60]。
  - 11月1日 - 昭和天皇が県庁屋上において富山市長尾山三郎の奏上を聴取し、その復興状況を天覧する[61]。
- 1958年（昭和33年）10月19日 - 昭和天皇が富山県庁を行幸し、その屋上において富山市の復興状況を天覧して、「県庁の屋上にしてこの町の立ちなほりたる姿をぞ見る」の御製をよむ[62]。
- 1961年（昭和36年）10月30日 - 南別館竣工[10]。
- 1971年（昭和46年）2月10日 - 現県議会議事堂竣工式[15]。
- 1973年（昭和48年）4月5日 - 北陸銀行県庁内支店に北陸初の現金自動預け払い機を設置する[63]。
- 1986年（昭和61年）7月30日 - 東別館竣工[13]。
- 1994年（平成6年）5月20日 - 警察本部庁舎竣工[18]。
- 2010年（平成22年）4月5日 - 南別館の外壁改修工事が完成[64]。
- 2015年（平成27年）
  - 8月4日 - 本館が国の登録有形文化財に登録される[65]。
  - 8月17日 - 県庁舎屋上に庭園、資料展示室及び昭和天皇御製碑を設置し、その完成式を挙行する[66]。
- 2017年（平成29年）8月11日 - 富山県議会議事堂がリニューアル[17]。
- 2022年（令和4年）10月7日 - 富山県防災危機管理センター竣工（同年10月11日運用開始）[12]。

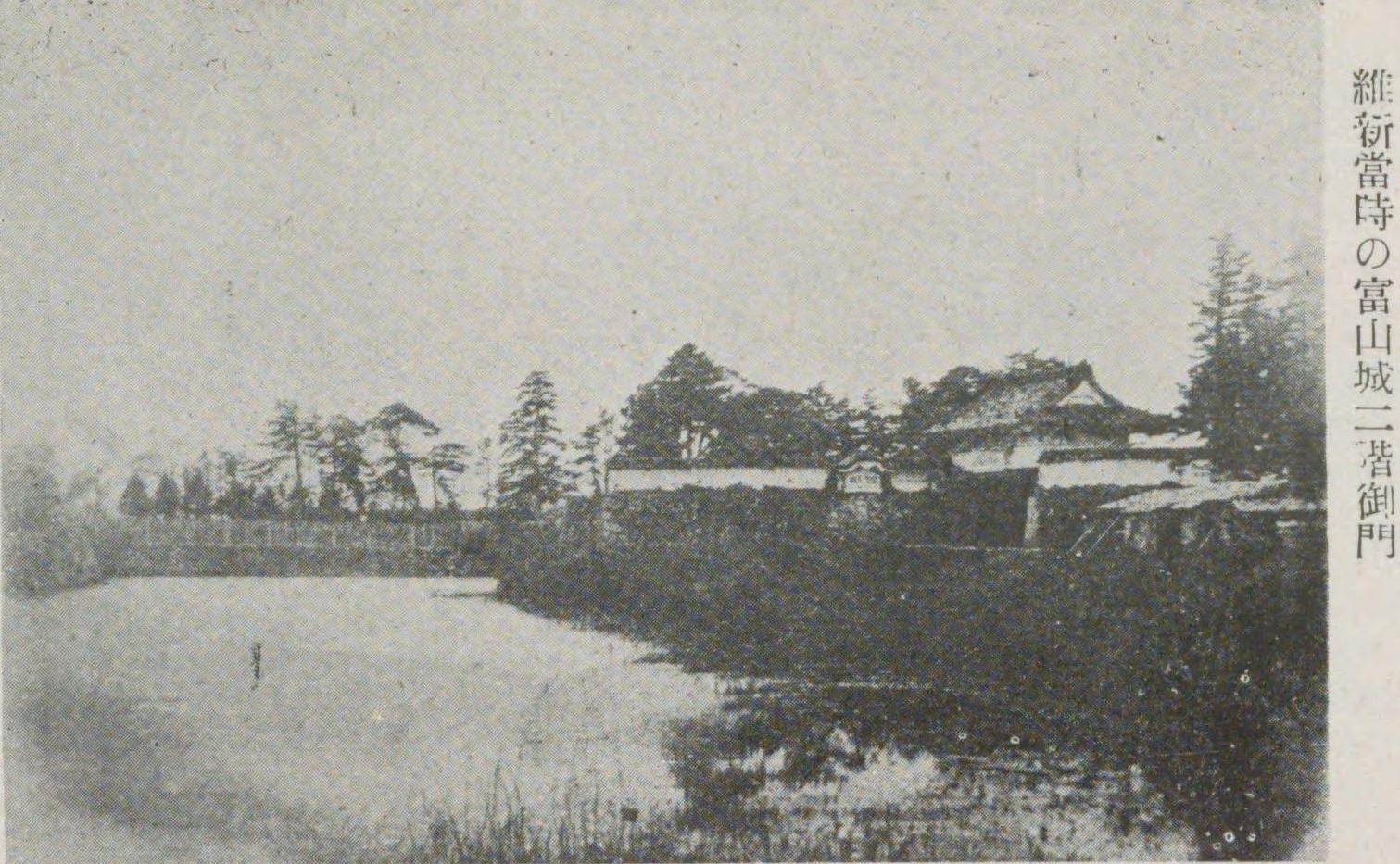
明治維新当時の富山城。初代県庁舎に充てられた。
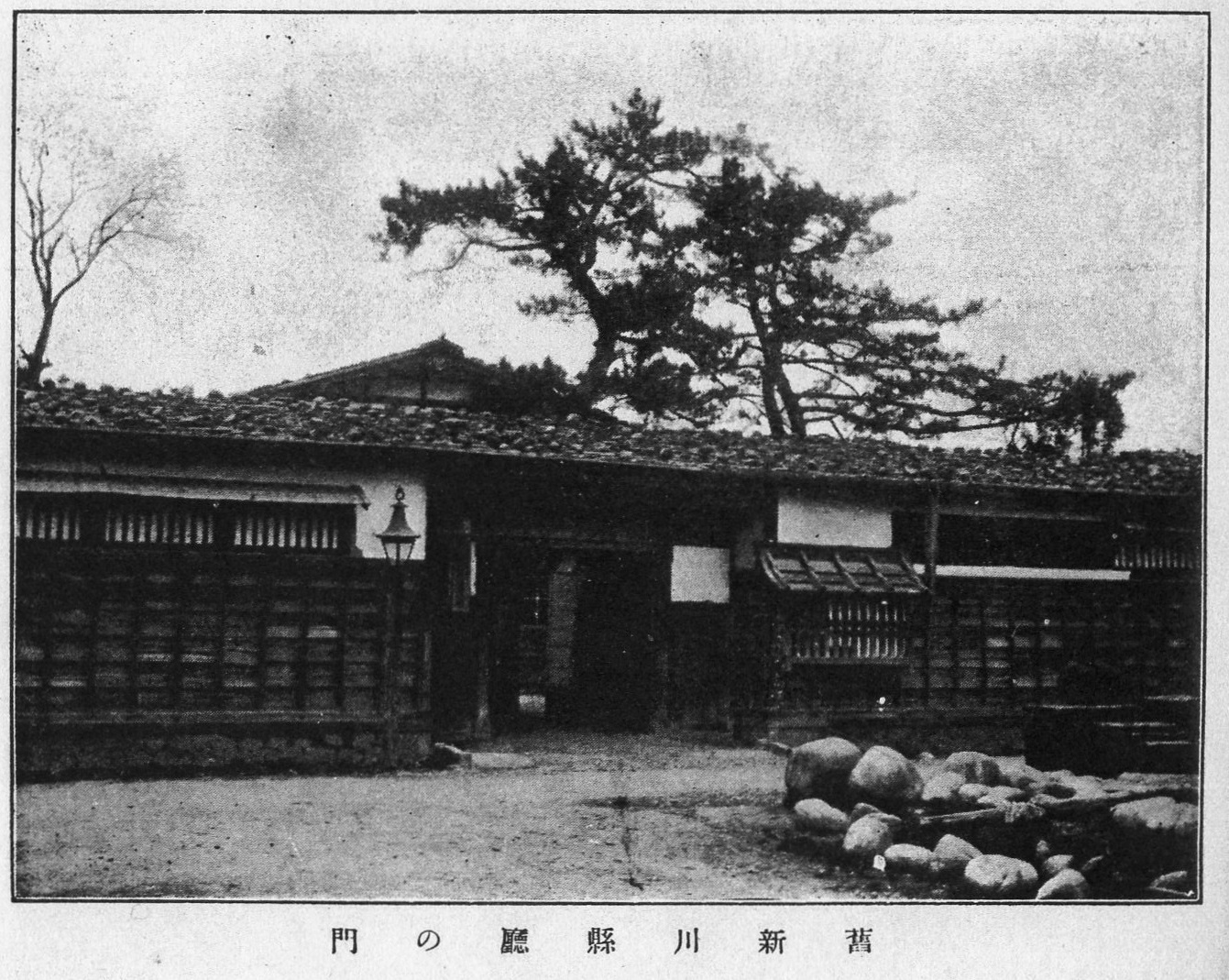
魚津の新川県庁舎
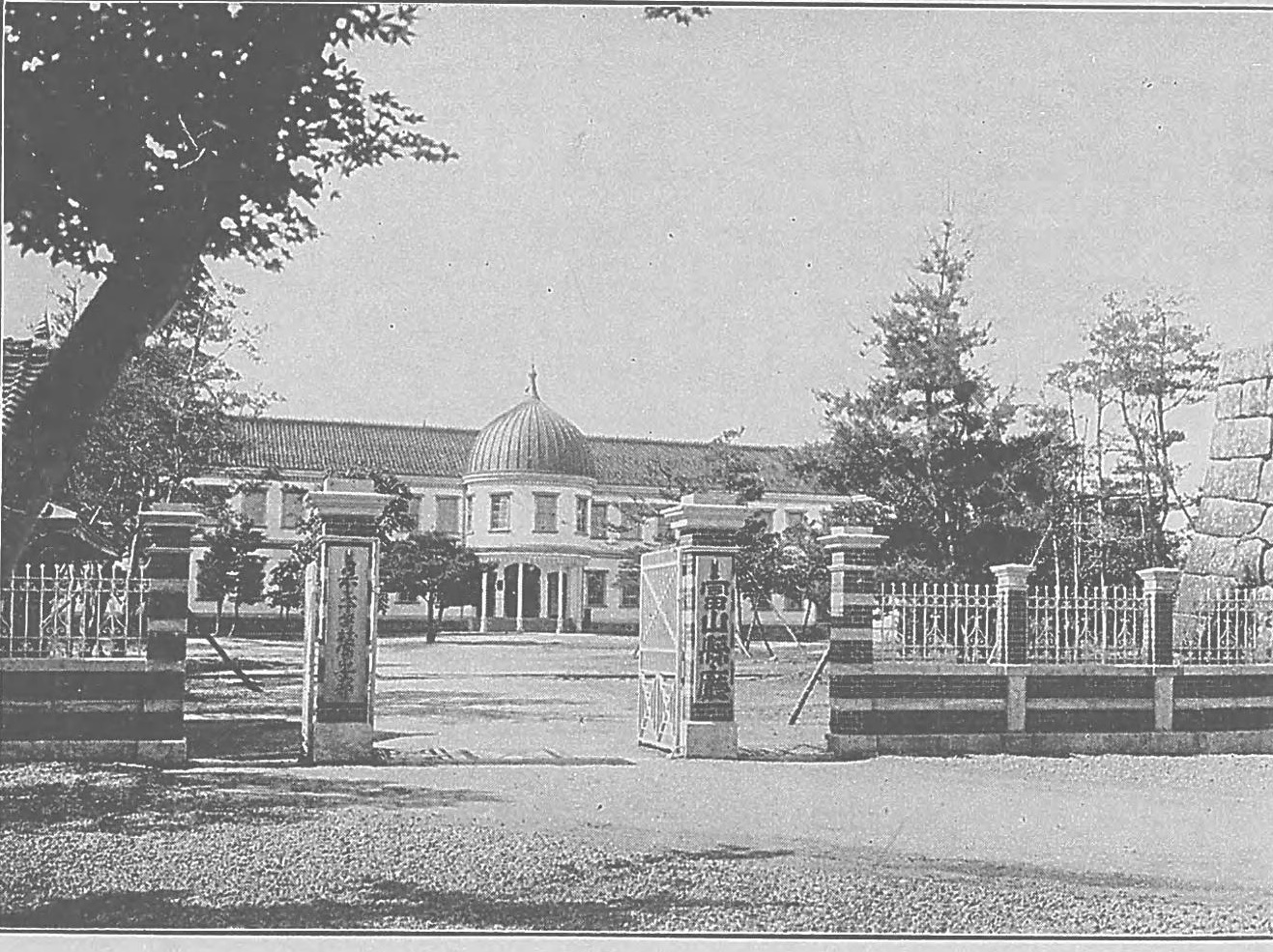
1900年（明治33年）竣工の県庁舎
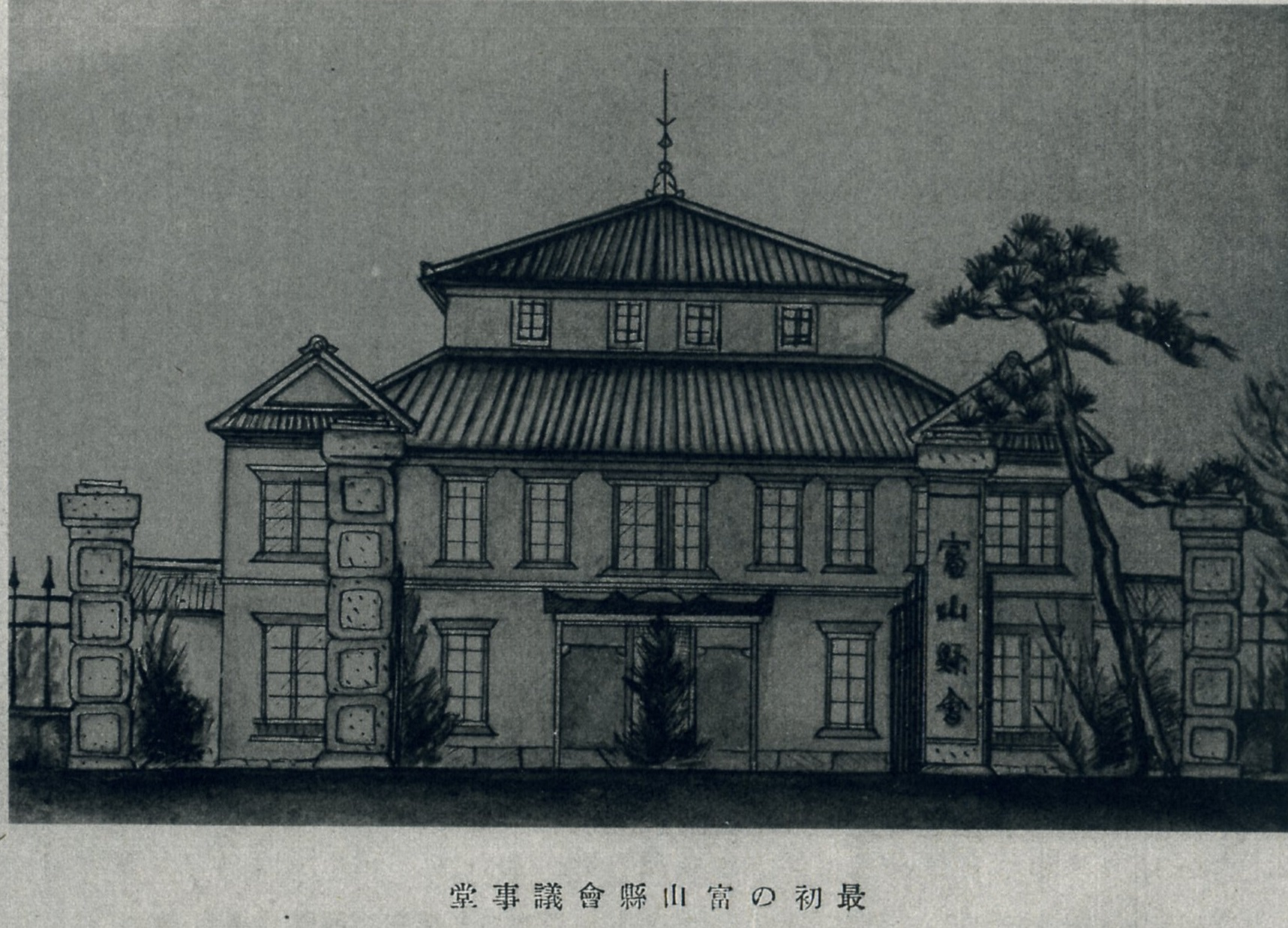
1887年（明治20年）竣工の県会議事堂
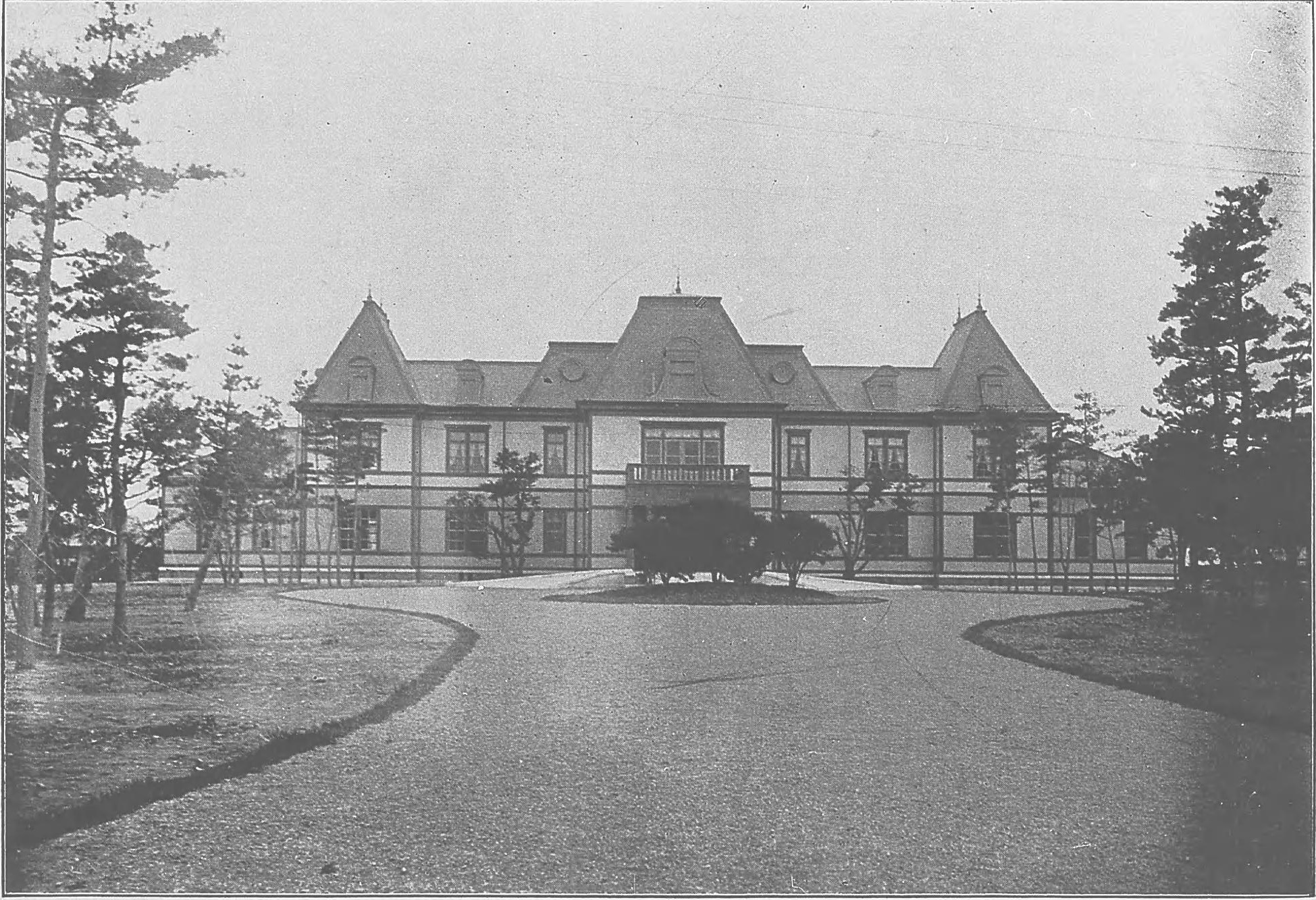
1909年（明治42年）竣工の県会議事堂
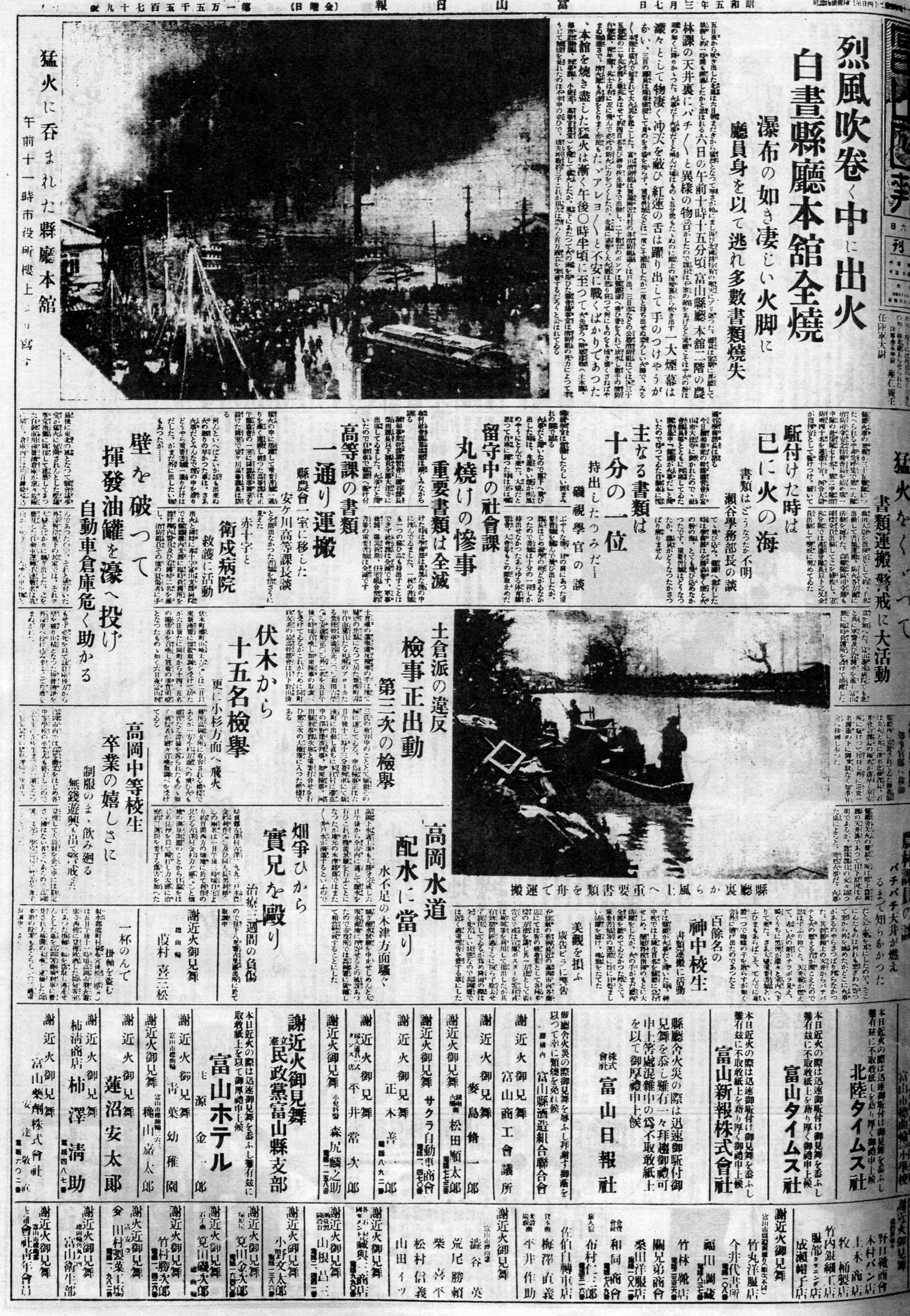
1930年（昭和5年）の県庁舎焼失を報ずる新聞
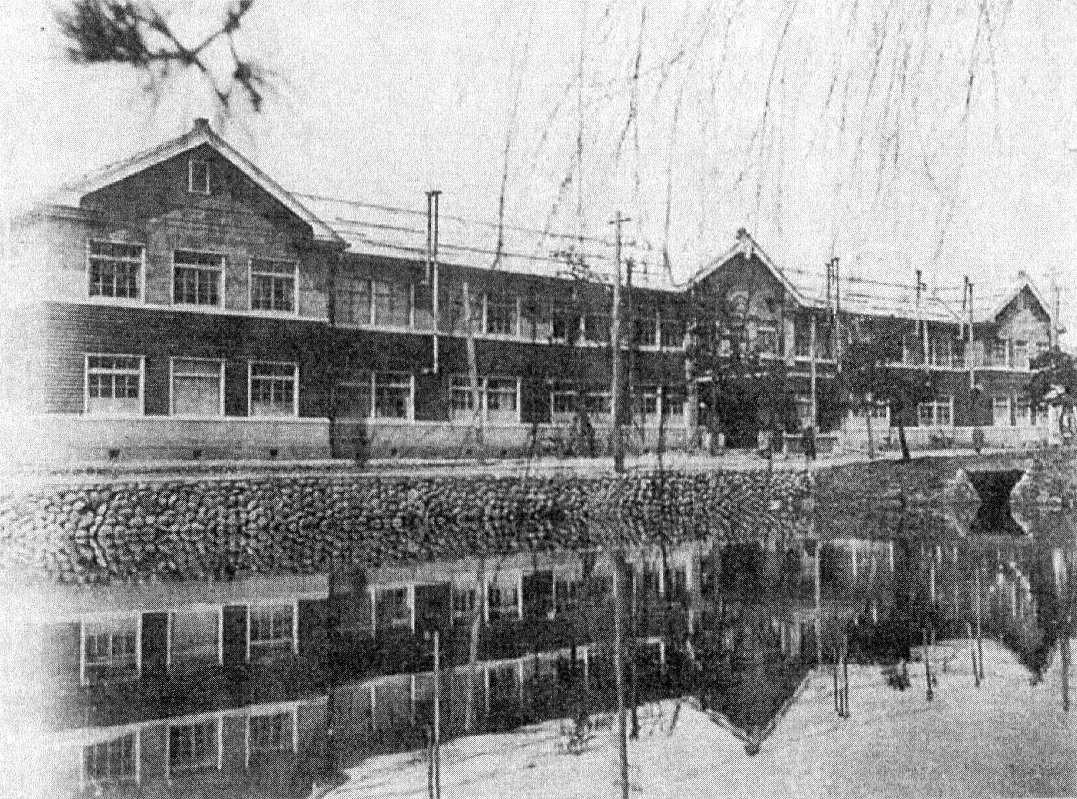
1930年（昭和5年）竣工の仮庁舎
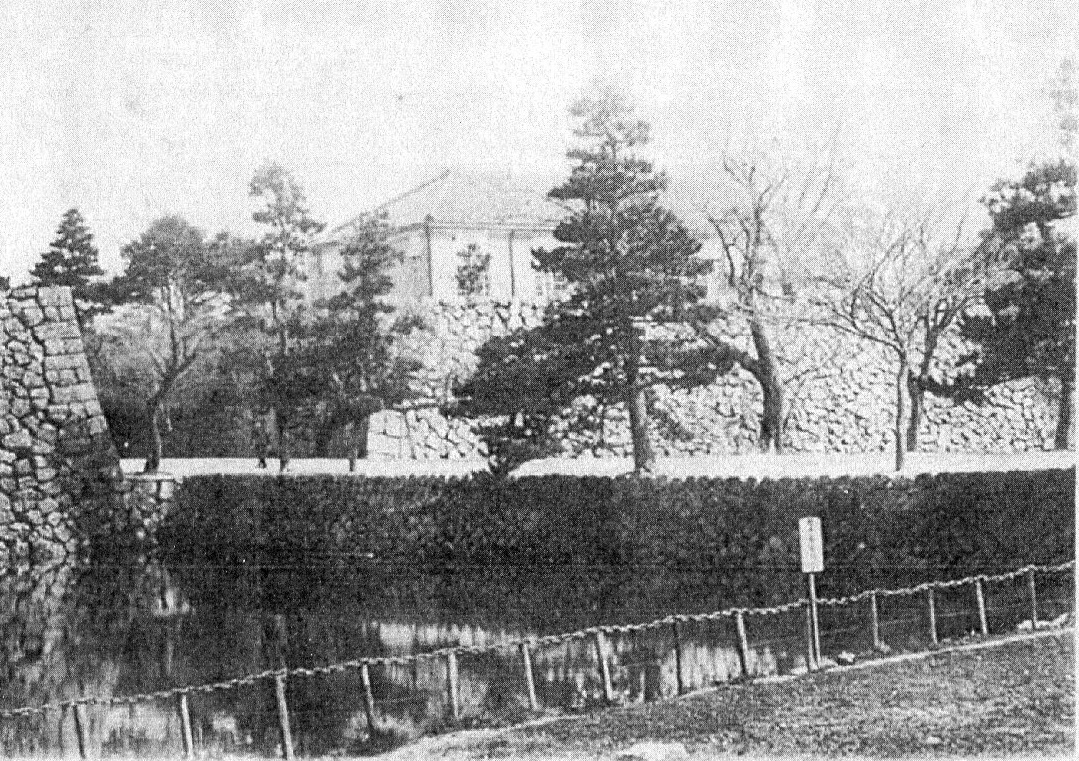
富山城の石垣の上に建つ県会議事堂。1932年（昭和7年）の撮影。
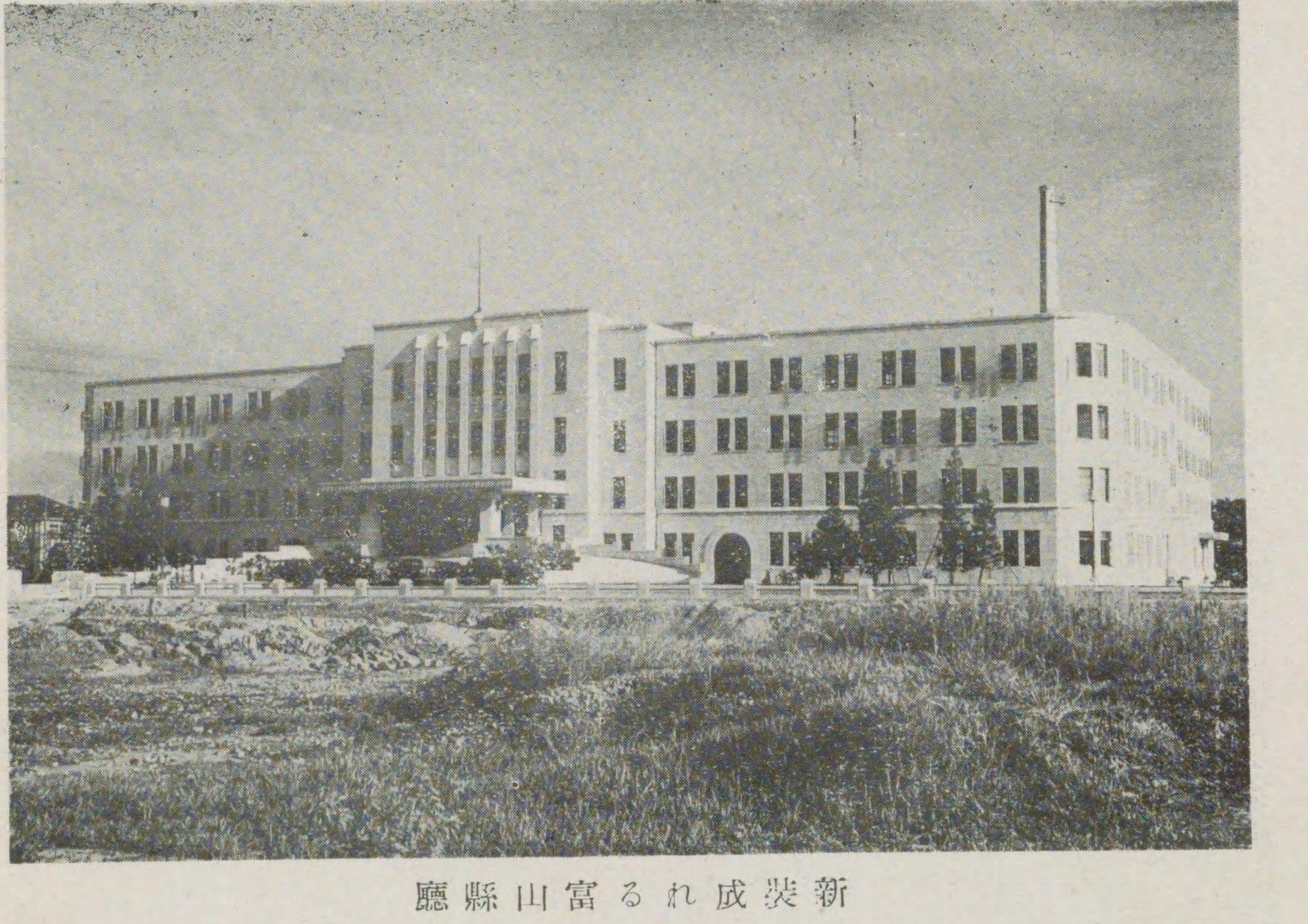
1935年（昭和10年）竣工当時の県庁舎
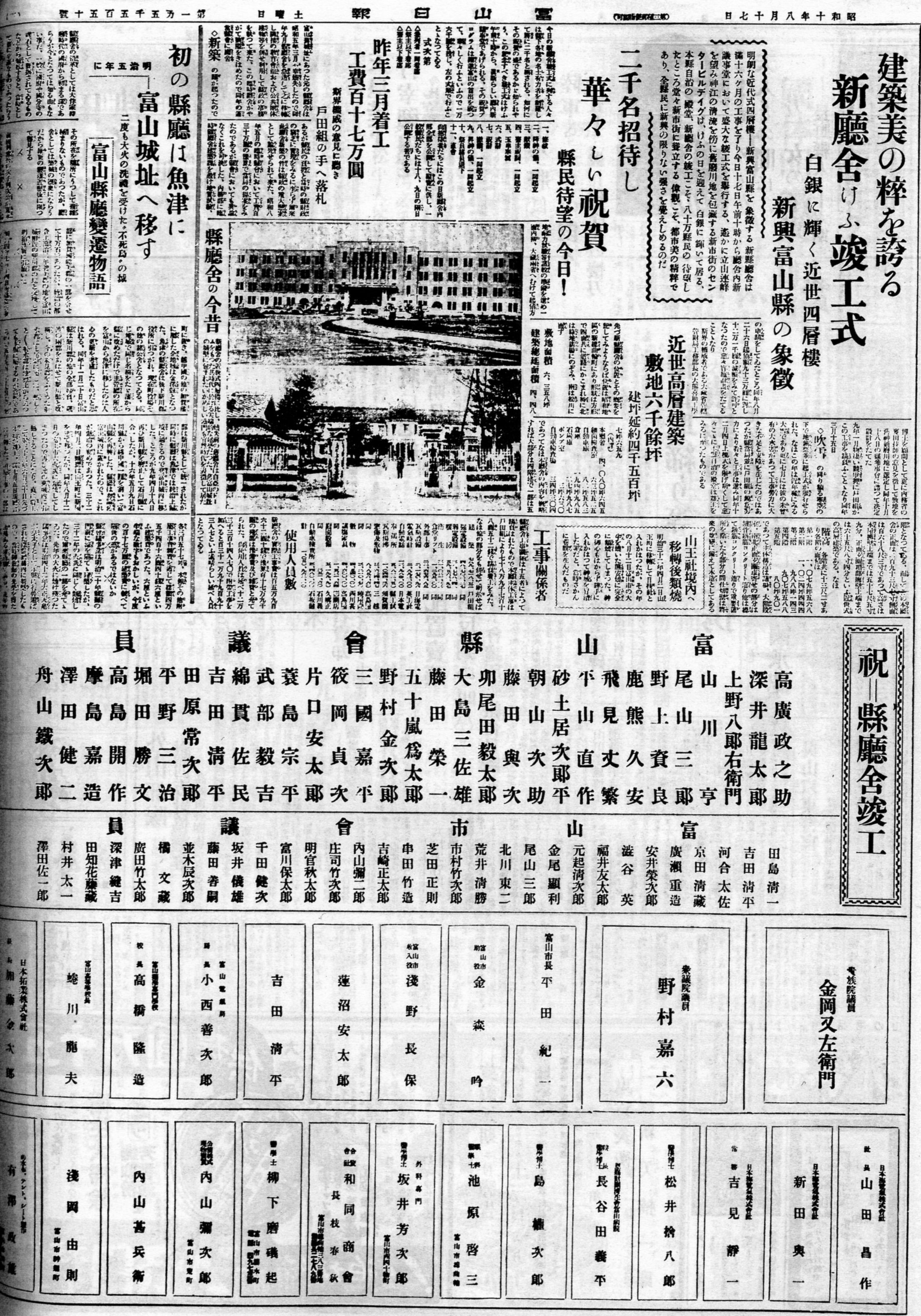
1935年（昭和10年）の県庁舎竣工を報ずる新聞
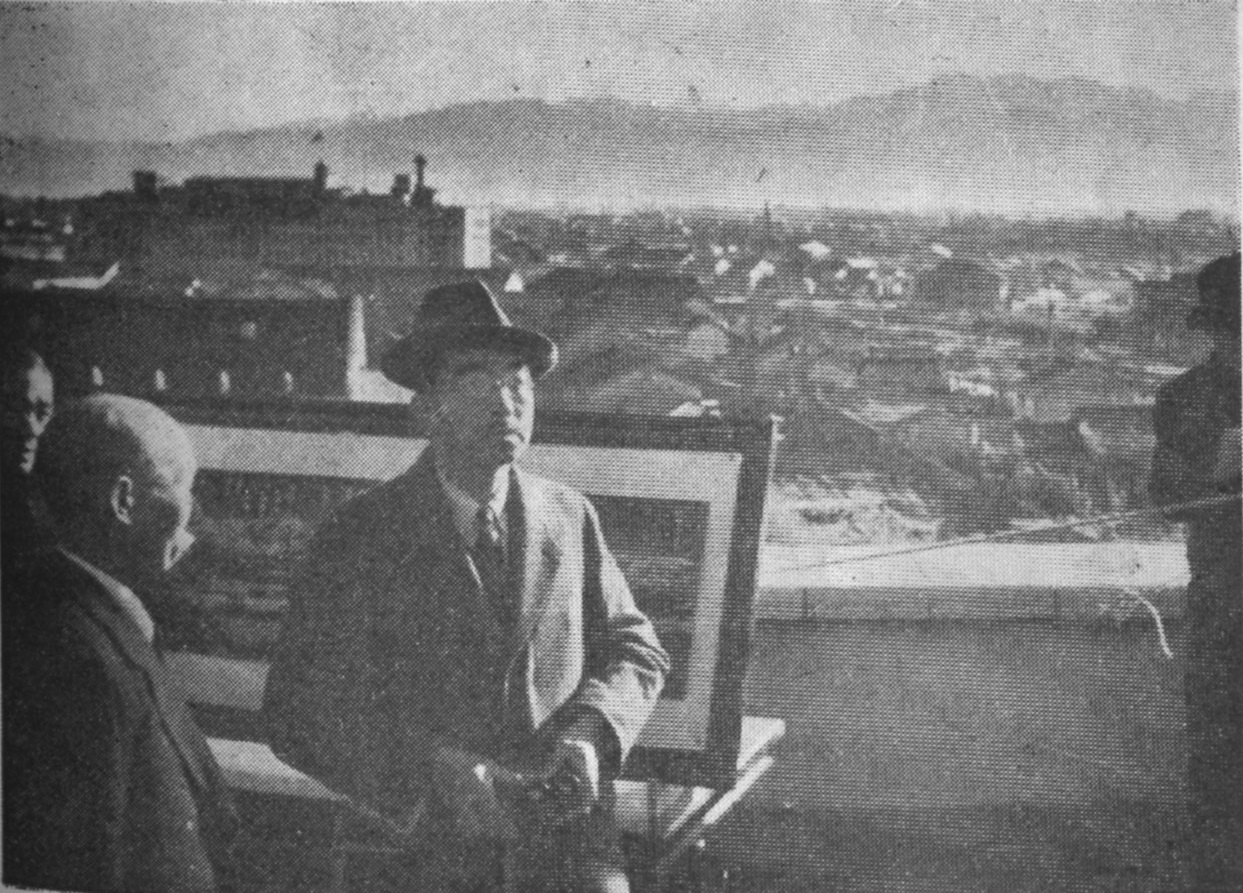
1947年（昭和22年）県庁屋上において焦土となった富山を天覧する昭和天皇

## 交通機関
- JR富山駅・電鉄富山駅:徒歩で：約10分（850m）
- 富山地方鉄道富山軌道線:「富山駅前」乗車、「県庁前」下車
- 富山地方鉄道バス：「富山駅前」乗車、「市役所前」下車

## ロケとしての使用例
- 『TOKYO BURST 犯罪都市』 - 映画作品。総理大臣官邸という設定で2025年6月7日から6月8日にかけて撮影が行われた[67]。